# Convento del Carmine (Marsala)
Il Convento del Carmine è un complesso storico situato nella zona occidentale della città di Marsala, nel quartiere dell'Annunziata, dove i Carmelitani costruirono la chiesa ed il convento. L'area prescelta corrisponde alla piazza denominata del Carmine (dove si trova anche il barocco palazzo Grignani) che è in realtà uno slargo pressoché rettangolare che amplia notevolmente una strada dell'antico tracciato urbanistico di Lilibeo.

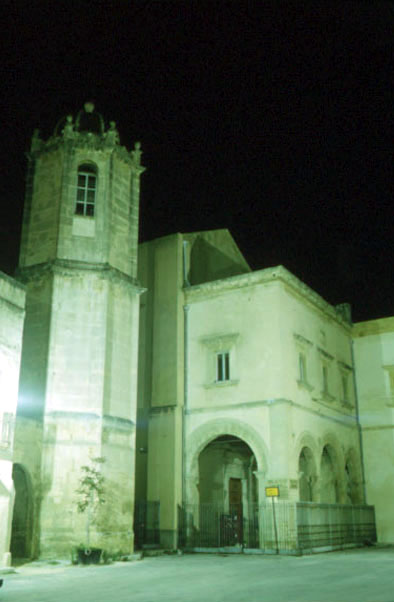
Il Campanile e il Convento, all'interno il Chiostro

Non si hanno notizie certe in merito all'arrivo in Marsala dei frati dell'ordine carmelitano. Da più parti si asserisce che essi giunsero in Sicilia abbastanza precocemente al seguito della regina Adelasia del Vasto, andata in sposa nel 1113 del re Baldovino I di Gerusalemme e rientrata l'anno successivo, portando con sé alcuni frati dell'ordine. Alla fine del XIII secolo, i frati erano certamente in Sicilia occidentale, dove sembra siano giunti nel 1224 e dove a partire dal 1315 realizzarono la chiesa e il loro convento fuori le mura, divenuto polo di attrazione e meta di pellegrinaggi in onore della Madonna detta di Trapani, opera di Nino Pisano del XIV secolo. A Marsala non resta alcuna traccia della chiesa e del monastero carmelitano, dove i frati si insediarono al loro arrivo. Le poche notizie sull'ordine vengono riportate dagli storici, ma essi concordano solo su una data piuttosto dubbia, quale il 1154/1155 o il 1200 circa. Il complesso carmelitano che è giunto fino a noi è composto da tre parti significative: la chiesa, il convento e la torre campanaria.

## Il Campanile
In Sicilia Occidentale non si hanno molti casi di campanili isolati dal complesso monumentale di cui fanno parte. Il campanile era abbastanza famoso nei secoli passati, una tra le meraviglie artistiche da non perdere della città di Marsala che erano, come asserisce il Villabianca nel capitolo "Delle anticaglie medie e cose più notabili della lilibetana città di Marsala": «[...] li meravigliosi monumenti, che dai cittadini conosconsi sotto i titoli volgarmente detti selle sei lettere C, che voglion dire C della Casa cumana, del Campanile, Cona cancherata, Cristo Crocifisso della battaglia, Cava cavata e del C del Collegio concavo». Il campanile ottagonale della chiesa del Carmine, che presenta una bella e centrale scala elicoidale in pietra calcarenitica, quando suonava "a mortorio" si muoveva, terrorizzando chi si trovava al suo interno. Questo campanile, una delle meraviglie del mondo per il suo moto oscillatorio, era considerato fino a non molti anni or sono, secondo la tradizione riferita dal Genna, una delle torri di guardia di Lilibeo. Ma le scoperte degli ultimi anni hanno consentito di verificare con buona approssimazione l'ampiezza dell'antica città punica, il cui perimetro murario era ubicato molto più a sud della torre in esame, e fanno escludere, per forma e posizione, l'eventualità di un riuso di un'antica struttura punico-romana. Il Villabianca sostiene che nel 1490 il padre Ludovico Petrulla, provinciale dell'ordine carmelitano, lodato maestro di Filosofia e dottore in teologia che insegnò Scienze a Parigi, acquistò con il contributo del nipote Niccolò, nobile marsalese, il campanile ed alcune case adiacenti alla chiesa, per ampliare e rifondare il complesso. La torre del Carmine sarebbe stata realizzata secondo il Villabianca sull'antica torre nel 1513 dallo stesso Petrulla, morto in realtà nel 1504 come attesa la lapide funeraria originariamente al Carmine e oggi nella Cattedrale.
Ma la data di fondazione della torre, nonostante l'evidente malinteso sull'autore-committente, è perfettamente corretta. La torre, giunta fino a noi nella versione settecentesca, è stilisticamente pertinente il linee generali alla incompiuta torre campanaria della chiesa di S. Domenico a Trapani, anch'essa di impianto ottagonale. Ma già nel 1684 la torre campanaria fu restaurata con il rifacimento delle fondazioni. Non si possono però attribuire alla fabbrica comprata in precedenza i limiti statici manifestati dalla torre campanaria, poiché se la torre acquistata fosse stata tutt'al più una casa torre, un genere di abitazione di tipo fortificato abbastanza diffuso in Sicilia occidentale, come la torre De Ballis ad Alcamo, essa sarebbe stata molto solida. Torri del genere sono del tutto scomparse a Marsala, quasi certamente fagocinate in ristrutturazioni barocche.

## La chiesa dell'Annunziata
La chiesa dell'Annunziata venne rinnovata dopo il 1490. La chiesa più antica divenne sacrestia della nuova, e le case vennero trasformate in cappelle. Una di esse, dedicata a sant'Onofrio, con una ormai perduta statua marmorea divenne la sepoltura dei Petrulla e della sua famiglia. Ancora nel 1500, il Petrulla innalzò una cappella per la famiglia Grignani nella quale venne sistemata la statua della Madonna del Popolo, opera di Domenico Gagini del 1490, oggi conservata nella cattedrale di Marsala.
La chiesa venne dotata di un portico antistante l'ingresso, originariamente coperto con solaio ligneo, con tre fornici e l'arco centrale più ampio degli altri due. Solo in un secondo tempo il portico venne sopraelevato e il solaio sostituito da volte a crociera, quando il rifacimento del convento comportò una ridefinizione dei prospetti. Il portale di accesso è però l'unico a rispondere appieno ai dettami rinascimentali, sebbene il suo spigolo conformato a sottile colonna presenti ancora un attardamento di tipo quattrocentesco; il portico, con colonne in pietra calcarenitica, presenta negli spigoli dei piedritti lo stesso motivo a bastone quattrocentesco, mentre è pienamente rinascimentale nell'uso dell'arco a tutto sesto. Rinascimentale è anche il motivo delle finestre del primo piano, sovrastanti portico e portale di accesso al convento, datato 1650, simili a quelle che adornano tutto il primo piano del Quartiere militare. Le discrete condizioni economiche dell'ordine carmelitano portarono ad un forte rimaneggiamento della chiesa in età barocca: l'impianto venne ridisegnato in una navata unica, coperta da un dammuso lunettato, con alte finestre sugli arconi laterali che individuavano le cappelle. La chiesa fu quindi sopraelevata, come dimostra il tetto a due falde che sovrasta, in modo poco elegante, portico e piano attico sovrastante.
La chiesa, con eccezione dell'ex cappella della Madonna del Popolo, al suo interno è ormai una larva del suo passato. Numerose lapidi tombali ne decoravano pavimenti e pareti: 
- la lapide tombale della sepoltura del notaio Barone Rosario Alagna di Mozia (1799);
- i raffinati sarcofagi dei Requesens (sepoltura di Bernardo Requesens † 1539, oggi collocata nella cattedrale di San Tommaso di Canterbury);
- i sepolcri della famiglia Grignani,[2][3] che avevano eletto la chiesa a proprio mausoleo (sepoltura di Antonio Grignano † 1475 opera di Domenico Gagini, oggi collocata nella cattedrale di San Tommaso di Canterbury);[2][3]
- la pietra tombale di donna Barbara Grifeo † 1552 (famiglia Grifeo), trasferita in cattedrale;
- i sarcofagi di Ludovico Petrulla, carmelitano marsalese filosofo e teologo † 1504 e di Filippo Maria, procuratore generale dell'Ordine dei Carmelitani † 1612 trasferiti in cattedrale;

facevano dell'Annunziata uno dei monumenti rinascimentali più importanti della città. Il crollo del tetto della chiesa tardobarocca e la distruzione di gran parte dei suppellettili a seguito dei bombardamenti, fanno dell'insieme un monumento fortemente compromesso anche da un restauro che mostra ormai pesantemente il segno del mutamento della disciplina del tempo. Oggi l'ambiente della chiesa è freddo, glaciale, non aiutato dalla bianca pavimentazione in marmo, da una scala a chiocciola in ferro nell'aula e dalle coperture rimaste a vista (non è stata ricostruita la finta volta che chiudeva il soffitto).
Negli ultimi anni la chiesa è stata adibita a biblioteca comunale, cui si aggiunsero nel 1979 i ritrovati documenti dell'archivio storico. Completati i lavori di restauro del monastero di San Pietro, nel luglio 1996, la biblioteca è stata riportata nella sede originaria, mentre l'archivio storico comunale è rimasto nella chiesa dell'Annunziata.

## Il convento della chiesa dell'Annunziata
Il convento, è uno dei monumenti di maggior rilievo. Gli elementi più antichi del convento risalgono al tre-quattrocento.
La presenza di affreschi, di difficile identificazione, data l'estrema frammentarietà e precarietà del ritrovamento, getta tuttavia nuova luce sulla presenza di decori artistici negli ambienti religiosi, in specie conventuali, della città di Marsala. Innanzitutto, la qualità artistica abbastanza alta denota la presenza di una scuola pittorica marsalese la cui produzione di opere ad affresco con temi religiosi risale al XII secolo almeno, escludendo, solo per prudenza, una continuità con il periodo tardo antico. In considerazione del fatto che tali affreschi potrebbero scendere fino ai secoli XV-XVI inoltrati, la scoperta dimostra che anche a Marsala perdura uno stile ben noto in Sicilia Orientale, molto presente anche nel complesso (oggi completamente abbandonato) della chiesa della Madonna della Grotta, correntemente definito "Bizantino". Stile quasi introvabile in altri centri della Sicilia Occidentale. Gli affreschi adornano gli ingrottati e le chiese fin dal Medioevo e che si attarda fino alle soglie del Rinascimento. Ciò dimostra che tale tradizione culturale e al contempo religiosa era molto diffusa nell'ambiente cittadino, ancora nel pieno Rinascimento, come nel caso della chiesa della Cava, e questa consapevolezza permetterà in futuro di guardare positivamente e con più attenzione ai restauri degli edifici medievali della città, che relativamente a questo periodo storico attende ancora di essere rilevata.
1862 il convento venne acquisito al demanio e divenne proprietà dell'Intendenza di Finanza che, tra la fine dell'Ottocento e gli inizi del secolo XIX, lo concesse all'Arma dei Carabinieri a cavallo. Dopo la guerra, i Carabinieri lasciarono il convento e così il monumento cominciò a patire il dramma dell'abbandono che produsse un crollo parziale del complesso, seguito dall'abbattimento del piano superiore per tutelare la pubblica incolumità. Ciò trasformò il convento in una selva boschiva densa di macerie vecchie e nuove.
I lavori di restauro degli anni novanta, riaprendo gli intercolumni hanno ripristinato l'ariosità del chiostro; al suo interno sono conservati alcuni frammenti ed una intera colonna ritrovati nei reinterri della corte porticata. Quasi al centro, la traccia di un pozzo e di una vasca mostrano i segni di ambienti sotterranei dall'uso incerto, che si auspica in futuro possano essere indagati. Essi, data la tradizione dell'architettura lilibetana, caratterizzata da ambienti cultuali ipogeici di origine paleocristiana o da ambienti utilitaristici, quali cisterne o possibilmente da cripte di età imperiale non del tutto peregrini in tale zona della città, potrebbero essere forieri di nuove ed interessanti scoperte.

## Complesso del Carmine
Oggi, il convento del Carmine è sede dell'Ente Mostra di Pittura Contemporanea Città di Marsala, e recentemente ha ospitato le opere del pittore milanese Fabrizio Clerici, e vengono realizzate mostre temporanee. Al suo interno è esposta anche la collezione permanente. Inoltre è anche Sede di Rappresentanza del Comune di Marsala, e al suo interno è ubicata la sala di rappresentanza dove oggi vengono celebrati i matrimoni a rito civile.
La Chiesa fino a qualche tempo fa era sede dell'archivio storico della città, oggi trasferito presso la biblioteca comunale. Al suo posto verrà trasferita la Pro loco.
Il campanile ancora oggi appartiene alla Curia (Diocesi di Mazara del Vallo), attualmente e chiuso ma a breve sarà possibile visitarlo.